# Pterophorus surinamensis
Pterophorus surinamensis is een vlinder uit de familie vedermotten (Pterophoridae). De wetenschappelijke naam van de soort is voor het eerst geldig gepubliceerd in 1855 door Jan Sepp.